# Rod Mason
Rod Mason (* 28. September 1940 in Plymouth; † 8. Januar 2017 in Neuss) war ein britischer Musiker (Trompete, Kornett, Gesang) des Oldtime Jazz.

## Leben und Wirken
Mason, dessen Vater eine Jazzband leitete, lernte zunächst Posaune, bevor er in der Band seines Vaters Trompete und Kornett spielte. Ab 1959 war er Mitglied der Cy-Laurie-Band. Mit Monty Sunshine gründete er 1962 die Monty Sunshine Band. Eine Fazialislähmung zwang ihn dazu, andere Mundstücke zu verwenden, wodurch er die Bandbreite seines Spiels erweitern konnte.
1965 gründete er seine erste eigene Band. Ab 1970 spielte er in der Paramount Jazzband von Acker Bilk, bevor er 1973 gemeinsam mit Ian Wheeler eine Band gründete; mit Musikern wie Brian Lemon, Dick Wellstood oder Bob Wilber spielte er zahlreiche Aufnahmen für das Riff-Label ein.  Ab 1980 spielte Mason in der Dutch Swing College Band. 1985 gründete er mit seiner Hot Five wieder eine eigene Band, mit der eine Reihe von Alben für Timeless Records einspielte und regelmäßig durch Europa tourte.
Mason war Digby Fairweather zufolge „ein Weltklasse-Trompeter […] mit phänomenaler Vielseitigkeit, unbegrenzter Ausdauer und der erschreckenden Fähigkeit, zu klingen wie Louis Armstrong.“ Er lebte mit seiner Frau Ingrid in Kaarst.

## Diskographische Hinweise
- By the Beautiful Sea (1970)
- Golden Hour of Mr. Acker Bilk
- Rod Mason - Ian Wheeler (1974)
- Rod Mason featuring Bad Joke (1975)
- Giants of Jazz (1976)
- Salute to Satchmo (1976)
- Dogging’ Around in Dixie (1976)
- Dr. Jazz (1976)
- Good Companions (1977)
- Meet Me Where They Play the Blues (1977)
- Jazz at the Strathallan (1977)
- Carry me Back (1978)
- Great Having You Around (1978)
- Stars Fell on Alabama (1979)
- After Hours at the North Sea Jazz Festival (1979)
- Six for Two (1979)
- The Last Concert (1979)
- Digital Dixie (1981)
- Digital Dutch (1982)
- Come Back, Sweet Papa (1984)
- Jazz Holiday (1985)
- The Pearls (1986)
- Rod Mason Hot Five (1986)
- Rod Mason’s Hot Music (1988)
- Rod Mason and his Hot Five featuring Angela Brown 1990
- Top 8 - Jazz Gala (1990)
- I love Jazz (1992)
- Ian Wheeler at Farnham Meltings (1993)
- 10 Years Rod Mason’s Hot Five - Things We Have Done for Jazz (1994)
- Merry Christmas (1994)
- Live at the BP Studienhaus (1989)
- 4. Dixieland Jubilee Stuttgart (2000)
- Red Sails in the Sunset (1999)
- 100 Years Louis Armstrong 2000
- 7. Dixieland Jubilee  (2003)
- That lucky old sun (2004)
- 10. Dixieland Jubilee (2006)
- Take me to that Land of Jazz

## Lexigraphische Einträge
- Ian Carr, Digby Fairweather, Brian Priestley: Rough Guide Jazz. Der ultimative Führer zur Jazzmusik. 1700 Künstler und Bands von den Anfängen bis heute. Metzler, Stuttgart/Weimar 1999, ISBN 3-476-01584-X.